# Vellerot-lès-Vercel
Vellerot-lès-Vercel là một xã của tỉnh Doubs, thuộc vùng Bourgogne-Franche-Comté, miền đông nước Pháp.

## Dân số
| 1962                                 | 1968 | 1975 | 1982 | 1990 | 1999 |
| ------------------------------------ | ---- | ---- | ---- | ---- | ---- |
| 85                                   | 90   | 82   | 62   | 62   | 55   |
| Từ năm 1962: Dân số không tính trùng |      |      |      |      |      |